# Erigorgus
Erigorgus är ett släkte av steklar som beskrevs av Förster 1869. Erigorgus ingår i familjen brokparasitsteklar.

## Bildgalleri

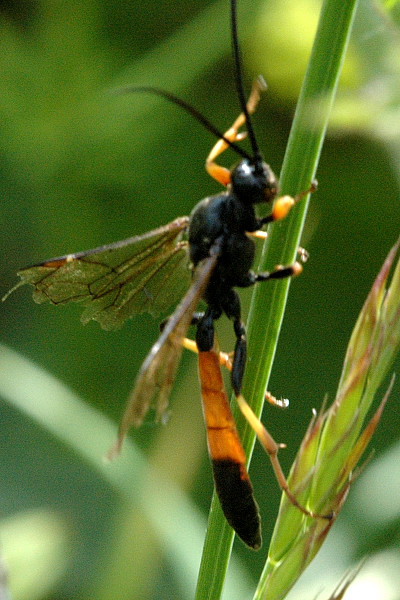
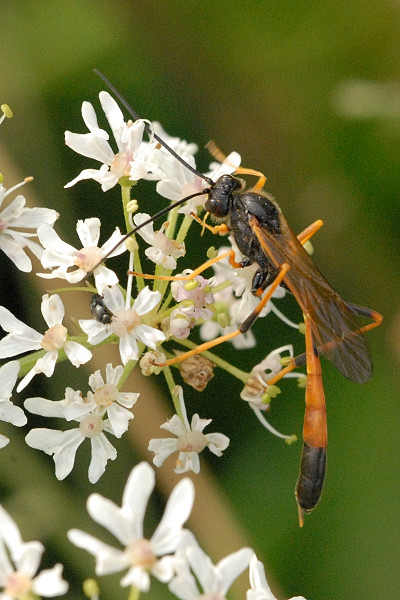

## Dottertaxa tillErigorgus, i alfabetisk ordning[1][2]
- Erigorgus alpigenus
- Erigorgus ambiguus
- Erigorgus andinus
- Erigorgus annulitarsis
- Erigorgus anthracinus
- Erigorgus apollinis
- Erigorgus aquilonius
- Erigorgus attenuatus
- Erigorgus bakeri
- Erigorgus barbaricus
- Erigorgus bilineatus
- Erigorgus borealis
- Erigorgus brevifemur
- Erigorgus brooksi
- Erigorgus buccatus
- Erigorgus cerinops
- Erigorgus compressus
- Erigorgus concavus
- Erigorgus coreanus
- Erigorgus coreensis
- Erigorgus cubitator
- Erigorgus curtus
- Erigorgus erythrocerus
- Erigorgus femorator
- Erigorgus ferrugineus
- Erigorgus fibulator
- Erigorgus garugawensis
- Erigorgus hirayamaeus
- Erigorgus idahoensis
- Erigorgus interstitialis
- Erigorgus lacertosus
- Erigorgus lanator
- Erigorgus lateralis
- Erigorgus latro
- Erigorgus leucopus
- Erigorgus lubricus
- Erigorgus macilentus
- Erigorgus melanobatus
- Erigorgus melanops
- Erigorgus moiwanus
- Erigorgus narkandensis
- Erigorgus neglectus
- Erigorgus nigritus
- Erigorgus niveus
- Erigorgus nubilipennis
- Erigorgus ontariensis
- Erigorgus pilosellus
- Erigorgus planus
- Erigorgus procerus
- Erigorgus prolixus
- Erigorgus propugnator
- Erigorgus pumilus
- Erigorgus punctatus
- Erigorgus romani
- Erigorgus rotundus
- Erigorgus rufus
- Erigorgus scitulus
- Erigorgus sinuosus
- Erigorgus sonorensis
- Erigorgus spinosus
- Erigorgus stenotus
- Erigorgus thomsonii
- Erigorgus tricostatus
- Erigorgus tuolumnensis
- Erigorgus utahensis
- Erigorgus variornatus
- Erigorgus versutus
- Erigorgus vestitus
- Erigorgus villosus
- Erigorgus xanthopsis
- Erigorgus yasumatsui
- Erigorgus yezonis